# Rosen-Melde
Die Rosen-Melde (Atriplex rosea) ist eine Pflanzenart aus der Gattung der Melden (Atriplex) innerhalb der Familie der Fuchsschwanzgewächse (Amaranthaceae). Ursprünglich in Vorderasien und Südeuropa beheimatet wurde die Rosen-Melde durch Kultivierung oder Einschleppung in vielen Gebieten der Welt verbreitet.

## Beschreibung

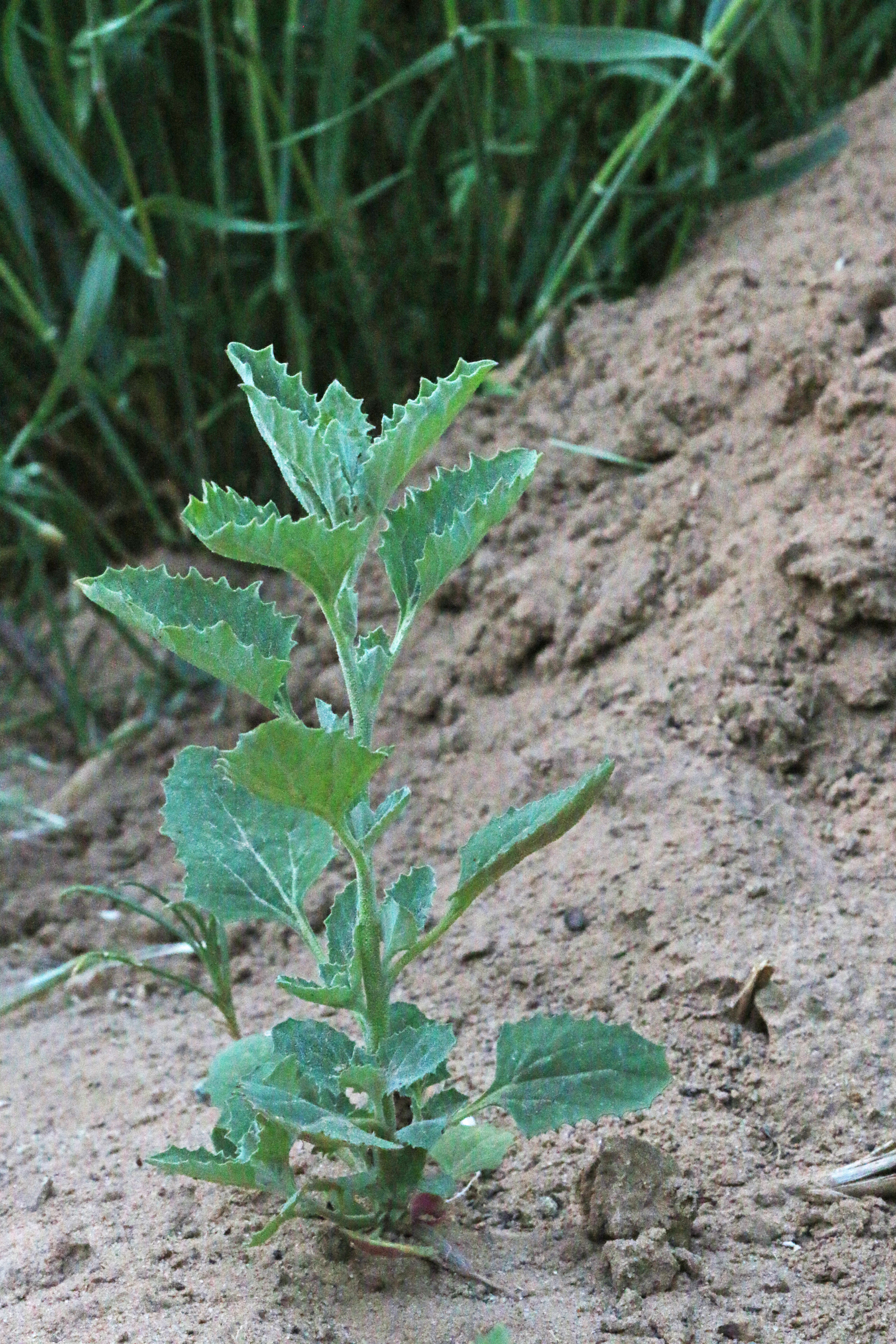
Habitus und Laubblätter

### Vegetative Merkmale
Die Rosen-Melde ist eine einjährige krautige Pflanze. Ihr aufrechter Stängel ist bei Wuchshöhen von 20 bis 90 Zentimetern sparrig verzweigt mit weißlich-gelben Ästen.
Die Laubblätter sind wechselständig. Die Blattspreite ist bei einer Länge von 6 bis 7, selten bis zu 8 Zentimetern sowie einer Breite von etwa 5 Zentimetern meist rhombisch und am Rand scharf gezähnt. Die Blattoberseite ist grau-grün und die -unterseite grau.

### Blütenstand und Blüte
Die Blütezeit der Rosen-Melde reicht in Deutschland von Juli bis September. Die Rosen-Melde ist einhäusig getrenntgeschlechtig (monözisch). In kurzen, scheinährigen Gesamtblütenständen stehen in der Achsel von Tragblättern abstehende, knäuelige Teilblütenstände mit jeweils fünf bis zehn Blüten an der 1 bis 2 Millimeter dicken Blütenstandsachse.
Die männlichen Blüten besitzen vier bis fünf Blütenhüllblätter (Tepalen) und fünf Staubblätter. Die weiblichen Blüten werden von zwei rhombischen Vorblättern umhüllt, Blütenhüllblätter sind nicht vorhanden, sie enthalten nur einen vertikalen Fruchtknoten.

### Frucht und Samen
Die vertikale Frucht wird von den bis etwa zur Mitte miteinander verwachsenen Vorblättern umhüllt, die zur Fruchtzeit basal knorpelig verhärten und dort deutlich geadert sind. Die sitzenden oder kurz gestielten Vorblätter sind bei einer Länge von 5 bis 7, selten bis zu 10 Millimetern rhombisch, ganzrandig oder weisen jederseits ein bis drei Zähnchen auf; auf ihrer Rückseite tragen sie mitunter kleine knotige Anhängsel.
Die häutige Fruchtwand umschließt den Samen. Es gibt rote, etwas konvexe bis flache Samen mit einem Durchmesser von 1,5 bis 2 Millimeter sowie hell-braune, flache bis konkave Samen mit einem Durchmesser 1,7 bis 2 Millimeter (Heterokarpie). Während die hellbraunen Samen äußerst keimfähig sind, ist die Keimung der roten Samen verlangsamt.

### Chromosomenzahl
Die Chromosomenzahl beträgt 2n = 18.

### Photosyntheseweg
Die Rosen-Melde ist eine C4-Pflanze mit Kranzanatomie.

## Ökologie
Bei der Rosen-Melde handelt es sich um einen skleromorphen, mesomorphen Therophyten.
Die Bestäubung erfolgt in der Regel durch den Wind, ist aber auch durch Insekten möglich.
Die Rosen-Melde wird von den Schmetterlingsraupen des Dickkopffalters Pholisora catullus und des Bläulings Brephidium exilis als Nahrung genutzt.

## Vorkommen und Gefährdung
Das ursprüngliche Verbreitungsgebiet der Rosen-Melde ist Vorderasien und Südeuropa. Als ein Archäophyt ist sie seit Jahrhunderten in ganz Europa, Nordafrika und Westasien heimisch geworden. Als Neophyt kommt Atriplex rosea auch in Nord- und Südamerika vor.
Das Areal der Rosen-Melde hat sich in den letzten Jahrzehnten sehr verkleinert: während sie noch bis zum Anfang des 20. Jahrhunderts in Russland und der Ukraine häufig vorkam, ist sie dort seit den 1930er Jahren sehr selten geworden. Vermutlich ist sie in Zentralrussland, Belarus, den Baltischen Staaten und Teilen der Ukraine ausgestorben. Der Rückgang hängt vermutlich mit dem Ende der Kultivierung dieser Art zusammen, so dass sie nicht mehr aus angebauten Flächen verwildern kann.
In Österreich tritt die Rosen-Melde sehr selten besonders im pannonischen Gebiet in der collinen Höhenstufe auf trockenen, nährstoffreichen Sand- und Tonböden sowie an Salzstandorten auf. Die natürlichen Vorkommen beschränken sich auf Wien, Niederösterreich und das Burgenland, in Salzburg tritt die Spezies nur unbeständig auf. Sie gilt in Österreich als „vom Aussterben bedroht“.
In Deutschland ist die Rosen-Melde ein seltener Archaeophyt, in Ostdeutschland eventuell auch einheimisch. Die bundesweite Rote Liste gefährdeter Arten nach Metzing et al. 2018 als Gefährdungskategorie 3 = gefährdet; dies ist eine Verschlechterung der Einstufung gegenüber der Liste von 1998. In Sachsen gilt die Rosen-Melde als „vom Aussterben bedroht“ (Rote Liste 1) und in Sachsen-Anhalt und Thüringen als gefährdet. Nach Suchorukow 2007 soll es in Deutschland keine neueren Fundorte geben. In deutschen Florenwerken wird die Rosen-Melde als selten, aber stellenweise regelmäßig vorkommend beschrieben.
Die Rosen-Melde besiedelt in Deutschland von der Ebene bis zur Hügelstufe trockene, stickstoffreiche Ruderalstellen und Unkrautfluren an Wegrändern oder auf Schutt. An der Küste wächst sie auch im Spülsaum. Im System der Pflanzensoziologie hat sie ihr Hauptvorkommen im Verband Sisymbrion und im Verband Salsolion, auch in Chenopodion rubri- und Cakiletea maritimae-Gesellschaften. Sie ist eine Zeigerpflanze für volle Besonnung und gemäßigtes Steppenklima.

## Systematik
Die Rosen-Melde (Atriplex rosea) zählt als C4-Pflanze zur C4-Atriplex-Clade innerhalb der Gattung Atriplex.
Die Erstveröffentlichung von Atriplex rosea erfolgte 1763 durch Carl von Linné in Species Plantarum, Editio Secunda 2, S. 1493. Das Artepitheton rosea bedeutet „rosafarben“.
Synonyme von Atriplex rosea L. sind nach Suchorukow 2007: Atriplex alba Scop. (nom. invalid.), Atriplex axillaris Ten., Atriplex besseriana Roem. & Schult., Atriplex laciniata Bieb., Atriplex monoica Moench, Schizotheca rosea (L.) Fourr. nom. invalid., Spinacia fera Pall., Teutliopsis rosea (L.) Celak. Als weitere Synonyme werden Atriplex foliolosa Link, Atriplex rosea subsp. foliolosa (Link) Cout. sowie Chenopodium roseum (L.) E.H.L.Krause angegeben.

## Nutzung
Die Rosen-Melde wurde bis etwa zum Anfang des 20. Jahrhunderts als Nahrungspflanze kultiviert. Außerdem diente die Rosen-Melde zur Gewinnung von Pottasche.